# Bombus vagans
Bombus vagans (saknar svenskt namn) är en insekt i överfamiljen bin (Apoidea) och släktet humlor (Bombus) som lever i Nordamerika.

## Beskrivning
Hos honorna (drottning och arbetare) är huvudet övervägande svarthårigt med en gul tofs på hjässan, medan det är gulhårigt hos hanen. Mellankroppen är gul, hos honorna med en svart, naken fläck i mitten. Den första tergiten och större delen av den andra är gulhårig, resten svart (dock med en del inblandade gula hår hos hanen). Arten är ingen stor humla, även om kroppslängden kan variera påtagligt hos i synnerhet arbetarna med en längd mellan 6 och 15,5 mm, men även hos drottningarna som varierar mellan 14,5 och 19 mm. Hanarna är mera stabila med en kroppslängd mellan 11 och 13 mm.

## Ekologi
Boet kan förläggas både ovan jord, i ihåliga träd eller på markytan, men vanligast under jord. Det förekommer att snylthumlan Bombus citrinus tar över det. Aktivitetsperioden varar från april till oktober för drottningarna, maj till september för arbetarna och juni till oktober för hanarna. I likhet med hanarna hos många andra humlearter är hanarna av denna art "patrullerare", det vill säga under parningstiden flyger de runt längs en förbestämd bara där de avsätter feromoner på uppstickande objekt i naturen för att locka till sig parningsvilliga ungdrottningar.
Arten är polylektisk, den besöker blommande växter från många olika familjer, som bland andra grobladsväxter (penstemoner och sköldpaddsörtssläktet), korgblommiga växter (gullrissläktet, tistlar, astrar, sidenörter, flocklar), oleanderväxter, rosväxter (spireor), balsaminväxter (balsaminsläktet), kaprifolväxter (tryar), kransblommiga växter (Monarda och brunörtssläktet), ärtväxter (vickrar och klövrar) samt violväxter (violer).
Till skillnad från många andra humlor, söker denna art gärna föda i dunkla, skuggiga skogsområden. Den förekommer även i trädgårdar och våtmarker.

## Utbredning
Bombus vagans finns från Prince Edward Island till British Columbia i södra Kanada och söderut från Washington till New England i norra USA söderöver längs Appalacherna till Georgia, och längre västerut med en sydgräns från North Carolina, Tennessee och Mississippi till Arkansas, Kansas, Colorado, Utah och Kalifornien.

## Bevarandestatus
Populationen är stabil, och Internationella naturvårdsunionen (IUCN) har inte funnit några specifika hot mot arten, utan klassificerar den som livskraftig (LC).